# Боршт (Копар)
Боршт (словен. Boršt, итал. Boste) је насељео место у општини Копар у покрајини Приморска која припада Обално-Крашкој регији у Републици Словенији. 

## Географија
Боршт се налази на врху брда Варда, на 352,8 метара надморске висине. Од града Копра удаљен је магистралним путем 13 км. Простире се на површини од 3,19 км². Године 2011. у насељу су живела 170 становника. Околна насеља су, Глем, Трушке, Жупанчичи и Лабор. 

## Историја
Насеље се помиње 353. под именом Елпидијум које су му дали Римљани. По усменом предању ту је 254. рођен први копарски епископ и заштник Св. Назарије. Мештани су у његову част на Шкарљевцу недалеко од Боршта подигли цркву Светог Назарија у којој се сваке године 19. јуна одржава црквено богослужење.
У прошлости, становништво се бавило пољопривредом, овчарством, пчеларством, добијањем дрвеног угља и сечењем дрва за продају.
Боршт је био делимично спаљен током Другог светског рата немачкој у офанзиви октобра 1943. Јужно од села, у долини Драгоње 1961. напуштен је заселак Занколичи, где је постојао млин.. 
Парохијска црква Светог Рока и Светог Себастијана из 13. века, обновљена у раном 16. веку. Копарски екпископ Паоло Налдини и свом „Cerkvenem krajepisu“ из 1700. наводи да црква у Боршту има свог патрона Светог Рока заштитника од куге. Олтар је у каснобарокном стилу израђен у Идрији 1846. и приказује Свету Марију на престолу са Светим Роком и Светим Себастијаном. Старије слике са ликовима Светог Јована Крститеља и Свете Катарине налазе се на крилима олтара, обојене у темпери на дрвету. Црква је обновљена 1996. Приликом радова откривени су траговие средњовековних фресака и натписи написане глагољицом. Црква има полукружну апсиду и звоника на преслицу.